# Justin Danforth
Justin Danforth, (né le 15 mars 1993 à Oshawa dans la province de l'Ontario au Canada) est un joueur professionnel canadien de hockey sur glace. Il évolue au poste de centre.

## Biographie

### Carrière en club
Après sa carrière universitaire, il obtient un essai amateur avec les Royals de Reading dans la ECHL. Il dispute 3 matchs avec les Royals avant de recevoir et d'accepter un essai dans la LAH avec les Sound Tigers de Bridgeport. Quelques jours plus tard, il reçoit et accepte un autre essai amateur avec les Americans de Rochester. Le 22 avril 2017, son essai avec les Americans est converti en contrat de 1 an dans la LAH pour la saison 2017-2018. 
Il passe la saison 2017-2018 entre la LAH et la ECHL avant de quitter l'Amérique du Nord pour se joindre à Lukko dans la  
Liiga, le 8 mai 2018. Il décroche une prolongation de contrat de 1 an avec l'équipe, le 27 février 2019. 
Après la campagne 2019-2020, il devient agent libre et décide de quitter la Finlande pour la Russie en acceptant une entente de 1 an avec le HK Vitiaz dans la KHL, le 2 mai 2020. 
Après avoir passé 3 ans en Europe, il revient en Amérique du Nord et signe son premier contrat dans la LNH, une entente valide pour une saison avec les Blue Jackets de Columbus, le 3 mai 2021. Il fait ses débuts dans la LNH, le 15 novembre 2021, dans un match face aux Red Wings de Détroit. Quatre jours plus tard, le 19 novembre, il inscrit son premier but en carrière dans la LNH contre les Coyotes de l'Arizona.

## Statistiques

### En club
| Saison     | Équipe                     | Ligue      |     | Saison régulière | Saison régulière | Saison régulière | Saison régulière | Saison régulière |   | Séries éliminatoires | Séries éliminatoires | Séries éliminatoires | Séries éliminatoires | Séries éliminatoires |
| Saison     | Équipe                     | Ligue      | PJ  | B                | A                | Pts              | Pun              | PJ               | B | A                    | Pts                  | Pun                  |                      |                      |
| 2009-2010  | Cougars de Cobourg         | OJHL       | 3   | 0                | 0                | 0                | 2                | -                | - | -                    | -                    | -                    |                      |                      |
| 2010-2011  | Cougars de Cobourg         | OJHL       | 47  | 13               | 23               | 36               | 26               | 10               | 2 | 1                    | 3                    | 3                    |                      |                      |
| 2011-2012  | Cougars de Cobourg         | OJHL       | 41  | 22               | 27               | 49               | 40               | 5                | 2 | 3                    | 5                    | 4                    |                      |                      |
| 2012-2013  | Cougars de Cobourg         | OJHL       | 43  | 22               | 34               | 56               | 42               | 9                | 3 | 11                   | 14                   | 8                    |                      |                      |
| 2013-2014  | Pioneers de Sacred Heart   | AHA        | 36  | 5                | 24               | 29               | 24               | -                | - | -                    | -                    | -                    |                      |                      |
| 2014-2015  | Pioneers de Sacred Heart   | AHA        | 38  | 7                | 15               | 22               | 26               | -                | - | -                    | -                    | -                    |                      |                      |
| 2015-2016  | Pioneers de Sacred Heart   | AHA        | 36  | 20               | 21               | 41               | 22               | -                | - | -                    | -                    | -                    |                      |                      |
| 2016-2017  | Pioneers de Sacred Heart   | AHA        | 37  | 10               | 22               | 32               | 53               | -                | - | -                    | -                    | -                    |                      |                      |
| 2016-2017  | Royals de Reading          | ECHL       | 3   | 1                | 2                | 3                | 2                | -                | - | -                    | -                    | -                    |                      |                      |
| 2016-2017  | Sound Tigers de Bridgeport | LAH        | 1   | 0                | 0                | 0                | 0                | -                | - | -                    | -                    | -                    |                      |                      |
| 2016-2017  | Americans de Rochester     | LAH        | 5   | 2                | 0                | 2                | 4                | -                | - | -                    | -                    | -                    |                      |                      |
| 2017-2018  | Americans de Rochester     | LAH        | 15  | 2                | 3                | 5                | 12               | -                | - | -                    | -                    | -                    |                      |                      |
| 2017-2018  | Cyclones de Cincinnati     | ECHL       | 44  | 28               | 31               | 59               | 40               | 2                | 0 | 0                    | 0                    | 2                    |                      |                      |
| 2018-2019  | Lukko                      | Liiga      | 59  | 18               | 34               | 52               | 73               | 7                | 2 | 2                    | 4                    | 0                    |                      |                      |
| 2019-2020  | Lukko                      | Liiga      | 56  | 27               | 33               | 60               | 26               | -                | - | -                    | -                    | -                    |                      |                      |
| 2020-2021  | HK Vitiaz                  | KHL        | 58  | 23               | 32               | 55               | 50               | -                | - | -                    | -                    | -                    |                      |                      |
| 2021-2022  | Monsters de Cleveland      | LAH        | 8   | 2                | 3                | 5                | 0                | -                | - | -                    | -                    | -                    |                      |                      |
| 2021-2022  | Blue Jackets de Columbus   | LNH        | 45  | 10               | 4                | 14               | 10               | -                | - | -                    | -                    | -                    |                      |                      |
| 2022-2023  | Blue Jackets de Columbus   | LNH        | 6   | 2                | 1                | 3                | 2                | -                | - | -                    | -                    | -                    |                      |                      |
| 2023-2024  | Blue Jackets de Columbus   | LNH        | 71  | 10               | 16               | 26               | 26               | -                | - | -                    | -                    | -                    |                      |                      |
| Totaux LNH | Totaux LNH                 | Totaux LNH | 122 | 22               | 21               | 43               | 40               | -                | - | -                    | -                    | -                    |                      |                      |

### En équipe nationale
| Année | Équipe | Compétition          |   | PJ | B | A | Pts | Pun           |  | Résultat |
| 2021  | Canada | Championnat du monde | 9 | 1  | 0 | 1 | 12  | Médaille d'or |  |          |